# Chung thân

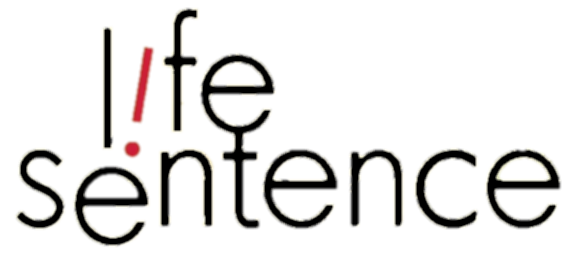
Logo với chữ tù chung thân (life sentence)

Chung thân, án chung thân hay tù chung thân (Tiếng Anh: life sentence, life imprisonment) là hình phạt tù không thời hạn, thông thường được hiểu là người bị kết án (phạm nhân) sẽ phải chấp hành án tù (lao động, học tập, cải tạo...) gần như là suốt phần đời còn lại ở trong trại giam. Hình phạt này được quy định trong luật hình sự do toà án tuyên, chủ yếu được áp dụng cho những người phạm tội đặc biệt nghiêm trọng, gây ra nguy hại đặc biệt lớn cho xã hội, nhưng chưa đến mức phải chịu án tử hình (ở những quốc gia còn có hình phạt này) hay dù đã bị kết án tử hình nhưng người đó lại được nguyên thủ quốc gia ân giảm hoặc được khoan hồng đặc biệt trong nhiều trường hợp khác. Tại một số nước khác thì chung thân là hình phạt cao nhất, nghiêm khắc nhất do tại đó không còn án tử hình. Cũng như các hình phạt khác trong luật hình sự, chung thân được áp dụng cho những người phạm tội và đã bị toà án xét xử chính thức tuyên án, bản án đã có hiệu lực pháp luật thì người đó mới phải chấp hành bản án đó.

## Trẻ em và người chưa thành niên
Theo thông lệ quốc tế, hầu hết các quốc gia trên thế giới đều không áp dụng hình phạt tù chung thân đối với trẻ em cũng như đối với người chưa thành niên dù họ có phạm tội nghiêm trọng như thế nào.
Tuy vậy, tại một số ít nước trên thế giới, theo báo cáo của Tổ chức Theo dõi Nhân quyền trên thế giới và tổ chức Ân xá quốc tế, trong năm 2005 vẫn còn áp dụng tù chung thân cho trẻ em và người chưa thành niên là Hoa Kỳ, Israel, Cộng hoà Nam Phi, Tanzania. Mỹ đứng đầu với 9.700 trường hợp, 2.200 đã được phóng thích tạm thời vì có bảo lãnh.

## Án chung thân trên thế giới

### Châu Âu
- Tại Áo tù chung thân có nghĩa là tù nhân phải bị cầm tù cho tới khi người đó chết. Tuy nhiên, trên thực tế khoảng 15 năm sau khi bị kết án người đó có thể được phóng thích sau khi đã có bảo lãnh và cam kết sẽ không tiếp tục phạm pháp. Cũng tại nước này chung thân sẽ không được áp dụng đối với những người có tuổi đời dưới 21 tính ở thời điểm người đó thực hiện hành vi phạm tội. Những người này có thể sẽ phải chịu một mức án tù giam có thời hạn là 20 năm.
- Tại Bỉ, án tù chung thân sẽ tự động được đổi thành án tù giam với thời hạn là 30 năm. Và sau khi người bị kết án đã chấp hành được khoảng 1 phần 3 thời gian đó có thể được xem xét để phóng thích.
- Đan Mạch, tối đa là 16 năm tù giam.
- Na Uy, tù chung thân được giới hạn thời gian mà tù nhân phải chấp hành là 21 năm. Trên thực tế thì khi đã qua 2/3 thời gian đó là họ có thể được ân xá.

## Án chung thân ở Việt Nam
Theo quy định tại Điều 39 Bộ Luật Hình sự Việt Nam thì:
Tù chung thân là hình phạt tù không thời hạn được áp dụng đối với người phạm tội đặc biệt nghiêm trọng, nhưng chưa đến mức bị xử phạt tử hình. Không áp dụng hình phạt tù chung thân đối với người dưới 18 tuổi phạm tội.
Như vậy theo quy định này, người dưới 18 tuổi tại thời điểm thực hiện hành vi vi phạm luật hình sự, dù hành vi đó nguy hiểm như thế nào đi nữa thì khi xét xử (kể cả khi đó đã đủ 18 tuổi) cũng sẽ không bị áp dụng hình phạt tù chung thân.
Tại Việt Nam tù chung thân không có nghĩa là phạm nhân sẽ phải chấp hành hình phạt tù giam suốt cả cuộc đời của mình trong trại giam. Mà thông thường, theo chính sách nhân đạo của Nhà nước Việt Nam, phạm nhân bị kết án chung thân có thể được tha tù, thời gian tha sớm hay muộn là tuỳ thuộc vào việc người đó có nghiêm chỉnh chấp hành án hay không. Theo quy định tại Điều 63 Bộ Luật Hình sự Việt Nam thì:
Người bị kết án tù chung thân, lần đầu được giảm xuống 30 năm tù sau khi đã chấp hành được 12 năm tù và dù được giảm nhiều lần cũng phải bảo đảm thời hạn thực tế chấp hành hình phạt là 20 năm. Trường hợp người bị kết án về nhiều tội trong đó có tội bị kết án phạt tù chung thân thì Tòa án chỉ xét giảm lần đầu xuống 30 năm tù sau khi đã chấp hành được 15 năm tù và dù được giảm nhiều lần nhưng vẫn phải bảo đảm thời gian thực tế chấp hành là 25 năm.